# Gyula von Iványi
Gyula von Iványi (Budapest, 10 marzo 1864 – Budapest, 6 dicembre 1920) è stato uno schermidore ungherese.
Partecipò ai Giochi della II Olimpiade di Parigi nella gara di sciabola individuale, in cui ottenne il quinto posto.